# 이나 다다쓰구
이나 다다쓰구(일본어: 伊奈忠次, 1550년 ~ 1610년 8월 1일)는 센고쿠 시대부터 에도 시대 초기까지의 무장, 다이묘이다. 무사시 고무로 번 초대 번주를 지냈다.
|  | 제1대 무사시 고무로 번 번주 (이나가) 1590년 ~ 1610년 | 후임 이나 다다마사 |